# Americas Rugby Championship
L'Americas Rugby Championship è una competizione internazionale americana di rugby a 15 che si tiene annualmente nei Paesi sotto la giurisdizione di Rugby Americas North e di Sudamérica Rugby.
Fu istituita nel 2009 dall'allora International Rugby Board, oggi World Rugby, organo di governo del rugby a 15 a livello mondiale. Tale competizione si è svolta regolarmente dal 2009 al 2014, per poi non essere disputata nel 2015, ed, infine, ristrutturata nel 2016 da World Rugby.

## Storia

Il vecchio logo del torneo utilizzato fino all'edizione 2014.

### 2009
La prima edizione è stata creata originariamente dall'International Rugby Board (oggi World Rugby, organo di governo del rugby a 15 a livello mondiale) in sostituzione del North America 4, per dare alle quattro squadre regionali canadesi: BC Bears (Columbia Britannica), Ontario Blues (Ontario), Prairie Wolf Pack (Praterie canadesi) e The Rock (Terranova e Labrador), partite competitive contro le forti selezioni USA Select XV e Argentina Jaguares.

### 2010–2014
Nel 2010, il torneo è stato ridotto da 6 a 4 squadre, escludendo le selezioni canadesi per creare un torneo esclusivamente internazionale. Alle selezioni USA Select XV e Argentina Jaguares si aggiungono la seconda squadra di Tonga e una selezione denominata Canada Selects, composta dai migliori giocatori della stagione 2010 di Canadian Rugby Championship.
Il torneo nel 2011 non si è disputato a causa della concomitanza della Coppa del Mondo. 
Nel 2012 il torneo ha mantenuto lo stesso formato del 2010, tuttavia la squadra nazionale dell'Uruguay si è unita al torneo sostituendo Tonga A, anche se nel 2014 l'Uruguay ha mandato la Nazionale A.
Ogni edizione del torneo, disputata tra il 2009 e il 2014, ha visto aggiudicarsi l'Americas Rugby Championship alla selezione Argentina Jaguares.

### La nuova concezione
Il torneo non si è tenuto nel 2015 a causa della Coppa del Mondo. Nel 2016, il torneo è stato rilanciato e esteso a sei squadre, questa volta con le selezioni maggiori di Stati Uniti, Canada, Uruguay, Brasile e Cile e la selezione della UAR Argentina XV. A differenza del precedente torneo con sede unica, il nuovo torneo si terrà a febbraio e marzo, in concomitanza con il Sei Nazioni con le stesse modalità, le squadre giocheranno sia in casa che fuori e i giocatori dei club europei saranno disponibili. Per questo motivo la competizione è anche nota con il nome non ufficiale di Sei Nazioni americano.
Dal 2018 Rugby Americas North e Sudamérica Rugby, visto il successo del Americas Rugby Championship hanno deciso di istituire un torneo di seconda divisione chiamato Americas Rugby Challenge a cui parteciperanno due squadre della Rugby Americas North, Messico e Guyana, e due della Sudamérica Rugby, Paraguay e Colombia. Nelle prime edizioni non vi saranno promozioni e retrocessioni entro i due tornei.

## Albo d’oro

### 2009-2014
| Anno | Sede                 | Vincitore          | 2º classificato | 3º classificato | 4º classificato |
| ---- | -------------------- | ------------------ | --------------- | --------------- | --------------- |
| 2009 | Canada e Stati Uniti | Argentina Jaguares | BC Bears        | Ontario Blues   | USA Select XV   |
| 2010 | Córdoba              | Argentina Jaguares | Canada Selects  | USA Select XV   | Tonga A         |
| 2011 | Non disputato        | Non disputato      | Non disputato   | Non disputato   | Non disputato   |
| 2012 | Langford             | Argentina Jaguares | Canada A        | Uruguay         | USA Selects     |
| 2013 | Langford             | Argentina Jaguares | USA Selects     | Canada A        | Uruguay         |
| 2014 | Langford             | Argentina Jaguares | USA Selects     | Canada A        | Uruguay A       |

### Dal 2016
| Anno | Vincitore                                                            | 2º classificato                                                      | 3º classificato                                                      | 4º classificato                                                      | 5º classificato                                                      | 6º classificato                                                      |                                                                      |
| ---- | -------------------------------------------------------------------- | -------------------------------------------------------------------- | -------------------------------------------------------------------- | -------------------------------------------------------------------- | -------------------------------------------------------------------- | -------------------------------------------------------------------- | -------------------------------------------------------------------- |
| 2016 | Argentina XV                                                         | Stati Uniti                                                          | Canada                                                               | Uruguay                                                              | Brasile                                                              | Cile                                                                 |                                                                      |
| 2017 | Stati Uniti                                                          | Argentina XV                                                         | Uruguay                                                              | Brasile                                                              | Canada                                                               | Cile                                                                 |                                                                      |
| 2018 | Stati Uniti                                                          | Argentina XV                                                         | Uruguay                                                              | Canada                                                               | Brasile                                                              | Cile                                                                 |                                                                      |
| 2019 | Argentina XV                                                         | Uruguay                                                              | Stati Uniti                                                          | Brasile                                                              | Canada                                                               | Cile                                                                 |                                                                      |
| 2020 | Cancellato a seguito dell'emergenza dovuta alla pandemia di COVID-19 | Cancellato a seguito dell'emergenza dovuta alla pandemia di COVID-19 | Cancellato a seguito dell'emergenza dovuta alla pandemia di COVID-19 | Cancellato a seguito dell'emergenza dovuta alla pandemia di COVID-19 | Cancellato a seguito dell'emergenza dovuta alla pandemia di COVID-19 | Cancellato a seguito dell'emergenza dovuta alla pandemia di COVID-19 | Cancellato a seguito dell'emergenza dovuta alla pandemia di COVID-19 |

### Americas Rugby Challenge
| 2018 | Medellín                                                             | Colombia                                                             | Paraguay                                                             | Messico                                                              | Guyana                                                               |                                                                      |                                                                      |
| 2019 | Medellín                                                             | Colombia                                                             | Messico                                                              | Paraguay                                                             | Isole Cayman                                                         |                                                                      |                                                                      |
| 2020 | Cancellato a seguito dell'emergenza dovuta alla pandemia di COVID-19 | Cancellato a seguito dell'emergenza dovuta alla pandemia di COVID-19 | Cancellato a seguito dell'emergenza dovuta alla pandemia di COVID-19 | Cancellato a seguito dell'emergenza dovuta alla pandemia di COVID-19 | Cancellato a seguito dell'emergenza dovuta alla pandemia di COVID-19 | Cancellato a seguito dell'emergenza dovuta alla pandemia di COVID-19 | Cancellato a seguito dell'emergenza dovuta alla pandemia di COVID-19 |